# Олденико
Олденико (итал. Oldenico) је насеље у Италији у округу Верчели, региону Пијемонт.
Према процени из 2011. у насељу је живело 221 становника. Насеље се налази на надморској висини од 143 м.

## Становништво
Према резултатима пописа становништва 2011. у општини је живело 252 становника.
| 1931. | 1936. | 1951. | 1961. | 1971. | 1981. | 1991. | 2001. | 2011. |
| ----- | ----- | ----- | ----- | ----- | ----- | ----- | ----- | ----- |
| 612   | 606   | 534   | 429   | 335   | 288   | 268   | 254   | 252   |